# Mili Smith
Mili Smith (født 1. marts 1998) er en britisk curlingspiller .
Hun repræsenterede Storbritannien under vinter-OL 2022 i Beijing, hvor hun tog guld i kvindernes turnering.